# Bandja Sy
Bandja Sy, né le 30 juillet 1990 à Paris, est un joueur franco-malien de basket-ball.

## Biographie
Bandja Sy a grandi à Cergy en banlieue parisienne. Ses trois frères Amara président du club des spartiate, Mamoudou et Mamadou sont également basketteurs professionnels. La première équipe où Bandja prend une licence est l'Entente Cergy-Osny-Pontoise (spartiate) avant de continuer sa formation à Besançon entre 2004 et 2007,.
Après Besançon, Sy parfait sa formation dans une académie à Grande Canarie, puis dans une école californienne, la Stoneridge Preparatory School basée à Simi Valley. Il intègre ensuite l'équipe universitaire des Lobos de l'université du Nouveau-Mexique. Sy ne se présente pas à la draft 2013 de la NBA car il doit se faire opérer et ne peut donc faire valoir ses qualités.
Sy rejoint alors Pau-Lacq-Orthez, puis le SLUC Nancy mais n'arrive pas à percer.
Le 24 juin 2016, il signe à l'ASVEL Lyon-Villeurbanne. Il se fait connaitre pour ses actions spectaculaires où il utilise son athlétisme.
En janvier 2018, Sy rejoint le Partizan Belgrade. En décembre 2018, Sy et le Partizan prolongent le contrat qui les lie jusqu'à la fin de la saison 2019-2020.
En août 2019, Sy s'engage avec le Bàsquet Club Andorra qui évolue en Liga ACB. À l'issue de la saison, il prolonge son contrat de deux années supplémentaires. Les deux parties rompent le contrat en juillet 2021. Il rejoint peu après, pour deux saisons, les Levallois Metropolitans, club français de première division,.
En août 2023, Bandja Sy s'engage pour deux saisons avec le Paris Basketball. Durant la saison 2024-2025, Paris est champion de France et  Bandja Sy dispute l’EuroLigue avec 3,1 points et 2,1 rebonds en 14 minutes de moyenne, contre 4,9 points et 2,5 rebonds en championnat. Durant l'été, il signe avec le club d'Orodea, finaliste du championnat roumain.

## Palmarès
- Vainqueur de la Coupe de France 2025
- Champion de France en 2025